# 普萨德
普萨德（Pusad），是印度马哈拉施特拉邦Yavatmal县的一个城镇。总人口67152（2001年）。

## 人口
该地2001年总人口67152人，其中男性34570人，女性32582人；0—6岁人口9526人，其中男4934人，女4592人；识字率74.27%，其中男性为80.36%，女性为67.82%。